# Flâneries musicales de Reims
Les  Flâneries musicales de Reims sont un festival de musique classique et de jazz qui investit les différents lieux de la ville et de son agglomération pendant les deux mois des vacances estivales.

## Historique
Fondé en 1990 par Jean Falala, maire de la ville à l'époque, et Gabrielle Nguyen chargée du tourisme et de la culture, ce festival a accueilli des interprètes illustres comme Brigitte Engerer, Wilhelmenia Fernandez, Alexandre Lagoya, Yehudi Menuhin, Mstislav Rostropovitch. C'est un festival qui a vu la création de nombreuses œuvres, comme les Préludes pour piano et saxophone  de Roger Lersy, le Concerto pour violoncelle n°2 d'Eric Tanguy par Mstislav Rostropovitch. Les directeurs artistiques ont été successivement André Fetet (de 1990 à 1994), Hervé Corre de Valmalete(de 1995 à 2010), Jean-Philippe Collard (2012 - 2022) et Vincent Morel (2022 - 2023) , Hélène Segré, déléguée artistique (2024 - en cours).

## Flâneries musicales en 1990
La toute première édition propose 60 concerts réunissant 13.000 spectateurs du 29 juin au 03 septembre 1990. Elle accueille les artistes suivants : Hervé Brisse (chef d'orchestre), Jorge Chaminé (baryton), le chœur Ivan Kovačić, Billy Eidi (pianiste), l'Ensemble Daniel Speer, Béatrice Gaucet (chant), Denis-Pierre Gustin (guitare), Philippe Herreweghe (chef de chœur et chef d'orchestre), l'ensemble vocal de la Chapelle royale, Radoslav Kvapil (piano), Antoine Ladrette (violoncelle), Françoise Leuraud (harpiste), Francis Merlin (chef d'orchestre), Hugues Navez (guitare), César Obnibine (hautbois), l'orchestre de la Camerata de Versailles, les quatuors à cordes Quatuor Anton de Moscou,, Quatuor Arpeggione, le Quintette Aria de Paris (flûtes), le Quintette de cuivres Magnifica, le Trio d'Argent (flûtes).

## Flâneries musicales en 1995
L'ouverture ce fait le 17 juillet en l'église Saint-Benoit par la Maîtrise des petits chanteurs, l'Orchestre du Palais Royal, le 19 l'Orchestre national d'Île-de-France dirigé par Jacques Mercier, le 20 l'Orchestre Pasdeloup avec l'Oratorio society of New-Yok sous la direction de Lyndon Woodside, avec Ruth Golden (soprano) et James Bobick (baryton).
Le 24 le North Carolina School of the arts au Cirque avec Katy Kim comme soliste et Serge Zehnacker à la direction. En août le Franz Liszt Chamber Orchestra se produisait le 6 et le 9 à la basilique. La clôture se faisait le 31 août avec la Philharmonie Arthur Rubinstein de Lodz en la basilique.

## Flâneries musicales en 1996
Ouverture le 5 juillet par Brigitte Engerer au Manège de Reims et une création de Jacques Darolles Clovis et la naissance de la France en la cathédrale. Alexandre Lagoya le 7 juillet et le 4 août. Emile Naoumoff le 2 août avec l'European Camerata et le 10 août en solo. Le concert de clôture du 23 août était donné par Stéphane Grappelli au Cirque.

## Flâneries musicales en 1997
L'ouverture du 27 juin se fait avec un concert du Beethoven academie et vocaal colletief dirigé par Jon Caeyers en la basilique. Le 28 Brigitte Engerer au piano, le 3 le chœur Nicolas de Gringy ; quatre concerts du Quatuor Ysaye. Le 18 un concert avec Mstislav Rostropovitch et l'ensemble orchestral de Paris. L'Orchestre national d'Île-de-France avec Émile Naoumoff, puis un concert du Quintett de Didier Lockwood. Le premier août l'European Union Baroque Orchestra au Cirque et le 8 l'Orchestre de Chambre de Hanovre, le 9 août un concert de Marie Scheublé avec Mathieu Papadiamandis et en concert de fin, le Collegium instrument Brugense et Capella Brugnesis en la basilique le 24. Le festival a accueilli 150 000 personnes au cours de 120 concert dont 98 étaient gratuits.

## Flâneries musicales en 1998
En ouverture, le 26 juin, l'Orchestre national d'Île-de-France avec l'orchestre de chambre de Champagne et la Maîtrise de Paris en la basilique st-Remi. Le Quatuor Ysaye pour six concerts et l'European Union Baroque Orchestra pour un cycle baroque à partir du 21 juillet, l'Orchestre de chambre de Toulouse le 4 août ainsi que la Grande écurie et le la Chambre du Roi le 6 août. Le concert pique-nique au Parc Pommery avec Dee Dee Bridgewater et Joël Bouquet. Le concert de clôture était offert par le Collegium Instrumental Brugense et la Capella Brugensis le 23 août en la basilique.

## Flâneries musicales en 2012
- 11 juin 2012 (Palais du Tau) : Rencontre avec Jean-Philippe Collard
- 22 juin 2012 (Basilique Saint-Remi de Reims)[9] : Orchestre de Picardie et Chœur Nicolas de Grigny dirigés par Arie van Beek : Requiem op.9 de Maurice Duruflé et Gloria de Francis Poulenc, avec Valérie Millot (soprano), Virginie Fouque (mezzo), Jean-Louis Serre (baryton)
- 23 juin 2012 (Maison du Département) : Conférence de Jean-Michel Nectoux[10] (musicologue au CNRS) sur Claude Debussy
- 23 juin 2012 (La Filature) : Ensemble Entrelacs (œuvres de Claude Debussy, Bohuslav Martinů, Camille Saint-Saëns, Maurice Ravel)
- 23 juin 2012 (Cirque de Reims) : Orchestre National de Lille dirigé par Jean-Claude Casadesus (œuvres de Claude Debussy)
- 24 juin 2012 (Chapelle du Collège Saint-Joseph) : Quatuor Parisii (quatuors à cordes de Claude Debussy, Théodore Gouvy, Ernest Chausson)
- 24 juin 2012 (Église Saint-Nicaise de Reims) : Chœur Orthodoxe Bulgare Saint-Jean de Rila[11] dirigé par Koïtcho Atanassov[12] (liturgie orthodoxe)
- 24 juin 2012 (Basilique Saint-Remi de Reims) : Orchestre royal de chambre de Wallonie dirigé par Augustin Dumay (œuvres de Wolfgang Amadeus Mozart et d'Antonín Dvořák)
- 25 juin 2012 (Synagogue) : Claire Chevallier (Pianoforte Érard de 1904) : œuvres de Claude Debussy et Camille Saint-Saëns
- 25 juin 2012 (Cuverie Cazanove) : Emmanuel Rossfelder (guitare) et Nicolas Dautricourt (violon) (œuvres de Jean-Sébastien Bach, Niccolò Paganini, Isaac Albeniz, Manuel de Falla, Astor Piazzolla
- 26 juin 2012 (Chambre de Commerce et d'Industrie) : Trio Wanderer (œuvres de Ludwig van Beethoven et Ernest Chausson
- 26 juin 2012 (Opéra de Reims) : Emmanuel Rossfelder, Orchestre d'Auvergne dirigé par Roberto Forés Veses (œuvres de Jean Françaix, Albert Roussel, Igor Stravinsky, Joaquín Rodrigo)
- 27 juin 2012 (Temple protestant) : Ensemble Zelig (œuvres de Claude Debussy et Philippe Hersant)
- 27 juin 2012 (Cirque de Reims|Manège) : Jean-Philippe Collard (piano) et Patrick Poivre d'Arvor (récitant), (œuvres de Frédéric Chopin, Paul Verlaine, Arthur Rimbaud, Guillaume Apollinaire, Charles Baudelaire)
- 28 juin 2012 (Parc Champagne Mum) : Marielle Nordmann (harpe) et Eduardo Garcia (bandonéon) (œuvres de Astor Piazzolla, Heitor Villa-Lobos)
- 28 juin 2012 Cirque de Reims : Magali Léger (soprano), Rémy Cardinale (nl) (piano), Patrick de Carolis (récitant) : œuvres de Claude Debussy
- 29 juin 2012 (Champagne Ruinart) : Marielle Nordmann (harpe) (œuvres de Henry Purcell, Claudio Monteverdi, Jean-Sébastien Bach, Georg-Friedrich Haendel)
- 29 juin 2012 (Palais du Tau) : Quatuor Talich (œuvres de Joaquín Turina, Antonín Dvořák, Maurice Ravel)

## Flâneries musicales en 2013
C'était une édition qui s'est déroulée du 20 juin au 12 juillet 2013 et qui a réuni plus de mille artistes en cinquante six concerts qui se sont passés à travers toute la ville. La programmation rendait hommage à la création du Sacre du Printemps d’Igor Stravinsky pour le 100e anniversaire de sa création, à '‘l’esprit français'’ en la personne de Francis Poulenc dont c’est le 50e anniversaire de la disparition.
- 20 juin 2013 (Basilique Saint-Remi) : Orchestre national d'Île-de-France dirigé par Gaetano d'Espinosa et le Choeur Nicolas de Grigny dirigé par Jean-Marie Puissant, avec Gilles San Juan (ténor) et Matthieu Lécroart (baryton) - (œuvres de Ludwig van Beethoven et Giacomo Puccini)
- 21 juin 2013 (Parvis de la Gare) : Harmonie Municipale (œuvres de Franco Cesarini, Nino Rota, Michael Jackson)
- 22 juin 2013 (Parc du château de Saint Brice Courcelles) avec le Quatuor Debussy (œuvres de Anton Dvorãk , Samuel Barber, Marc Mellits et Astor Piazzolla.
- 22 juin 2013 (Cirque de Reims) : Katia et Marielle Labèque avec le Trio Kalakan (œuvres de Maurice Ravel, Philip Glass)
- 23 juin 2013 (Conservatoire à Rayonnement Régional) : Rex Lawson (en) (piano à rouleaux) - (présentation du Pianola[14] avec des œuvres de Jean-Sébastien Bach, Sergueï Rachmaninov, Maurice Ravel, et des enregistrements sur cylindre d'Igor Stravinsky)
- 23 juin 2013 (Domaine des Crayères) : Concert Salade (entre classique et jazz)
- 24 juin 2013 (Église Saint-Sébastient de Bétheny) : Trio Dauphine (œuvres baroques)

Les Concerts Salade : Prolongeant l’heureuse expérience des « Concerts Salade » créés par Jean Wiener, un groupe de musiciens de l'Orchestre de chambre de Paris propose l’association originale de compositeurs classiques, de jazz, de musique contemporaine, de chanson française ou anglaise et de musique de films : occasion rêvée de flâner d’un univers à l’autre, de s’approprier des standards écrits pour d’autres formations, de varier les plaisirs en créant des salades aux goûts surprenants.
Franck Della Valle, Joël Soultanian, Laurent Colombani, Mirana Tutuianu, Étienne Cardoze, Hugo Barré se sont produits dimanche 23 juin 2013 au Domaine Les Crayères.
Concert 9 : Elsa Grether, violon et Ferenc Vizi, piano, à l'église Saint-Nicaise à Reims, ont interprété des extraits d'œuvre de Ernest Bloch, Franz Liszt, Johannes Brahms, Ballade de la sonate # 3 Eugène Ysaÿe et "Fratres" de Arvo Pärt.

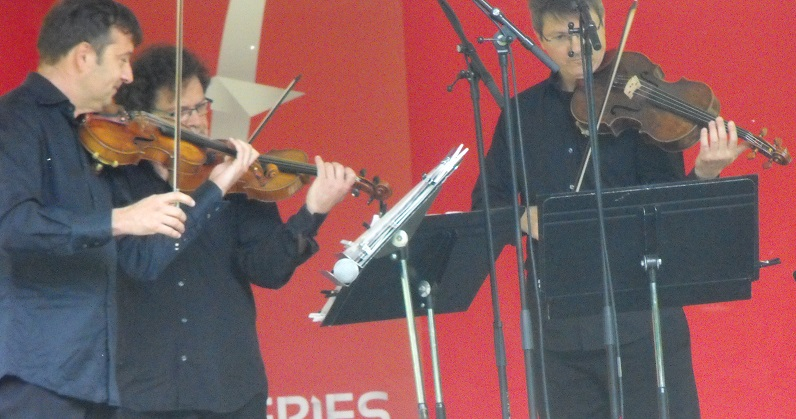
Le Quator Debussy (Christophe Collette/violon, Marc Vieillefon/violon, Vincent Depreck/alto, Fabrice Bihan/violoncelle).
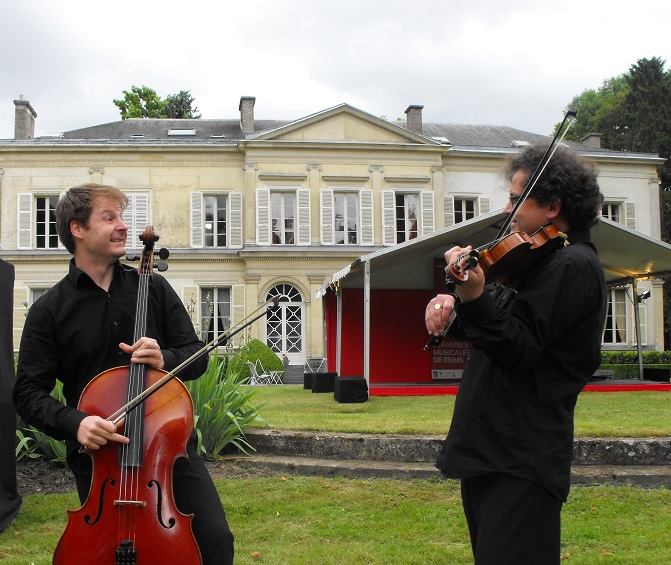
Le Quator Debussy
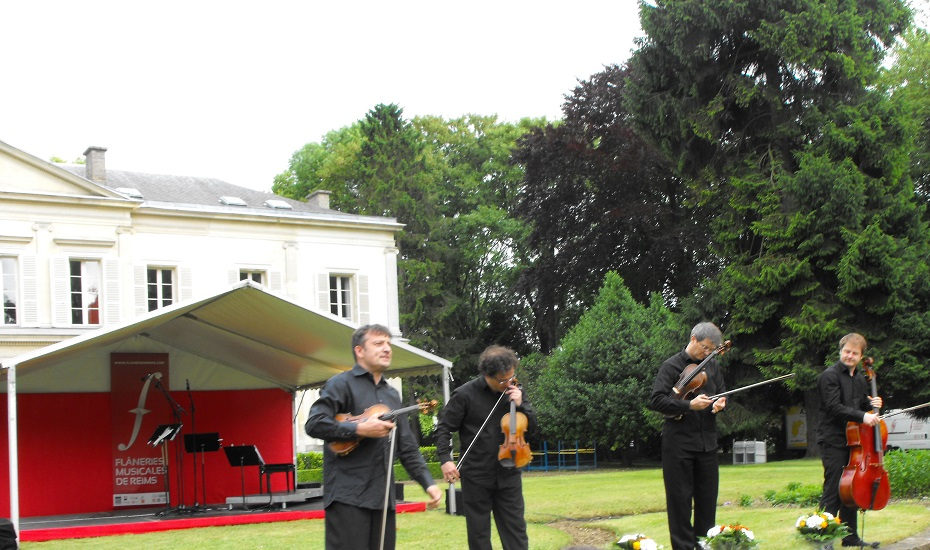
au château de Courcelles.
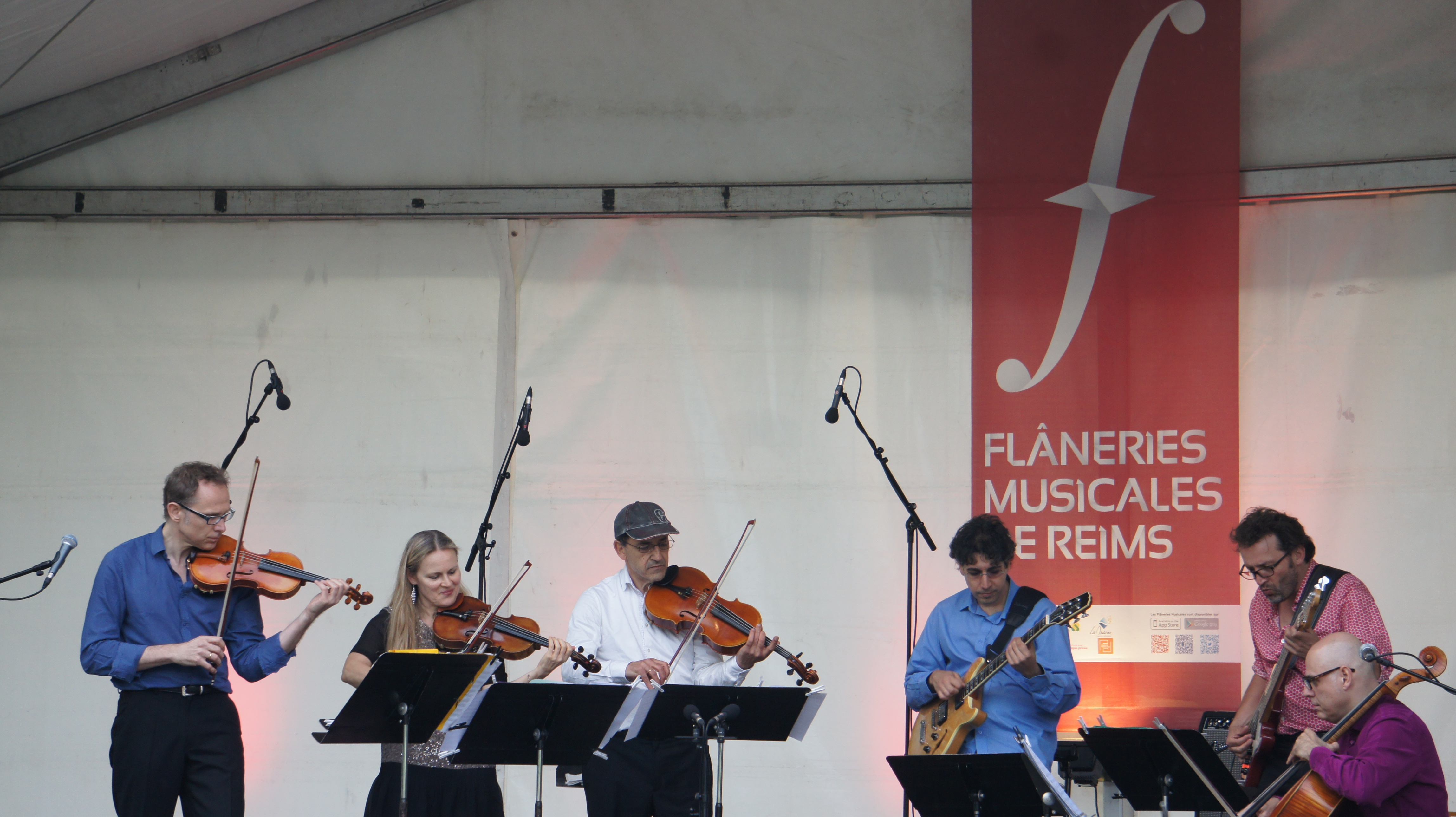
Les Concerts salade en hommage à Jean Wiener dans le parc des Crayères.
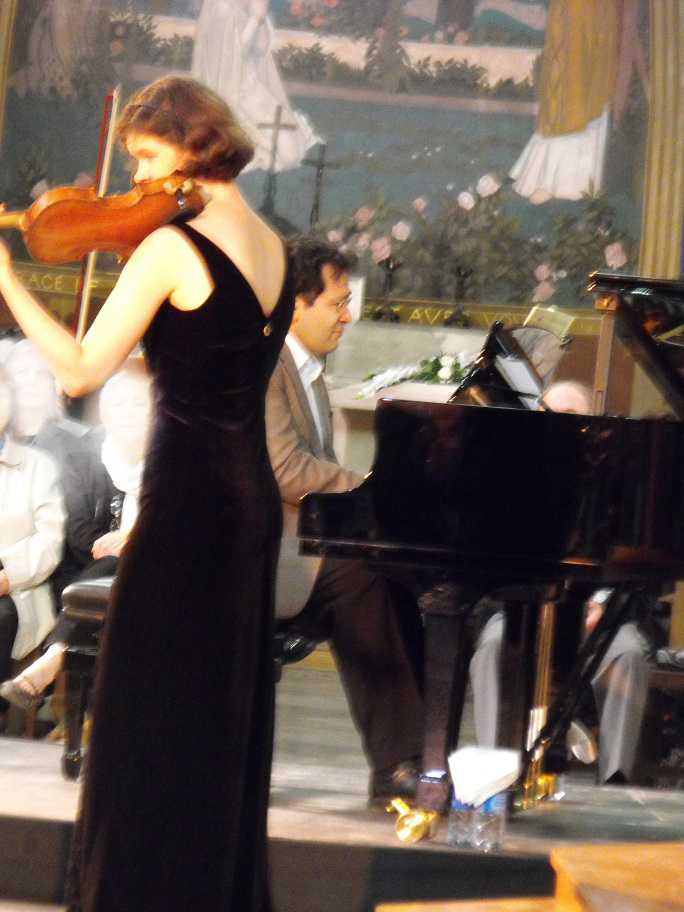
Elsa Grether et Ferenc Vizi (concert en l'église Saint-Nicaise).

Le clou de la programmation, en matière de fréquentation fut le concert pique-nique qui a réuni plus de 17 000 personnes.

## Flâneries musicales en 2014
Concert d'ouverture le 19 juin à la basilique Saint-Remi de Reims de l'Orchestre National de Lorraine avec le Chœur Nicolas de Grigny accueillant Bénédicte Roussenq, soprano ; Aude Extrémo, mezzo ; Avi Klemberg, ténor ; Nicolas Courjal, basse. Le 20 juin Jean Rondeau au clavecin.

### Actions culturelles
Des projections cinématographiques animés par des musiciens. Des actions avec les prisonniers de Clairvaux, des conférences histoire de la musique animée, un concert avec les enfants hospitalisés.

### Petits flaneurs
Une programmation pour le public jeunes et leurs parents :
- Ali Baba et les Quarante Voleurs de la Compagnie la cordonnerie,
- Entre chou et loup par Sylvaine Hélary et Noémie Boutin,
- Rayanne et le maestro par Smaïn, la Jeune maitrise et l'Orchestre des jeunes du Conservatoire,
- Le Chat botté par Les Monts du Reuil.

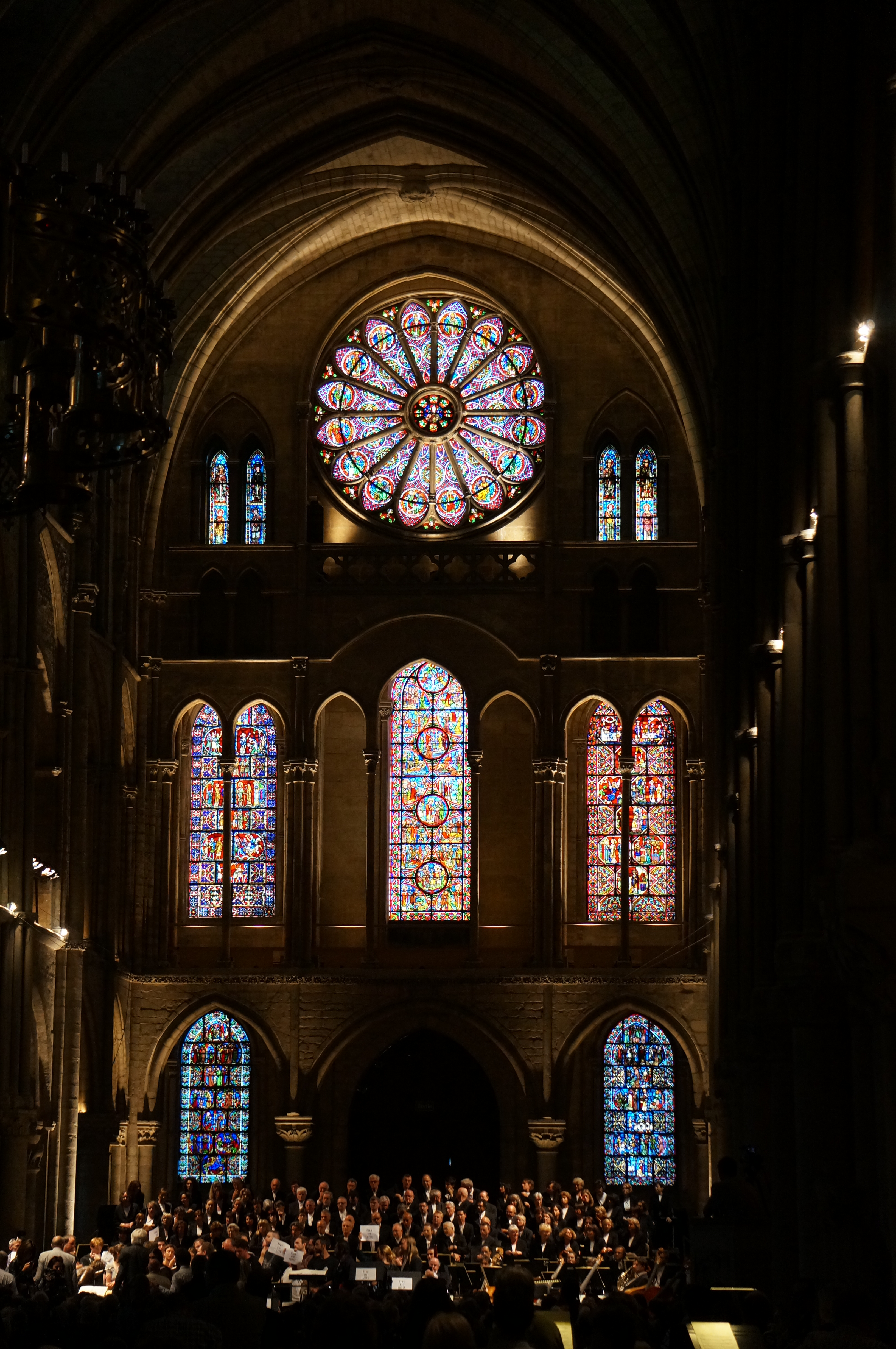
Le concert d'ouverture à la basilique Saint-Remi.
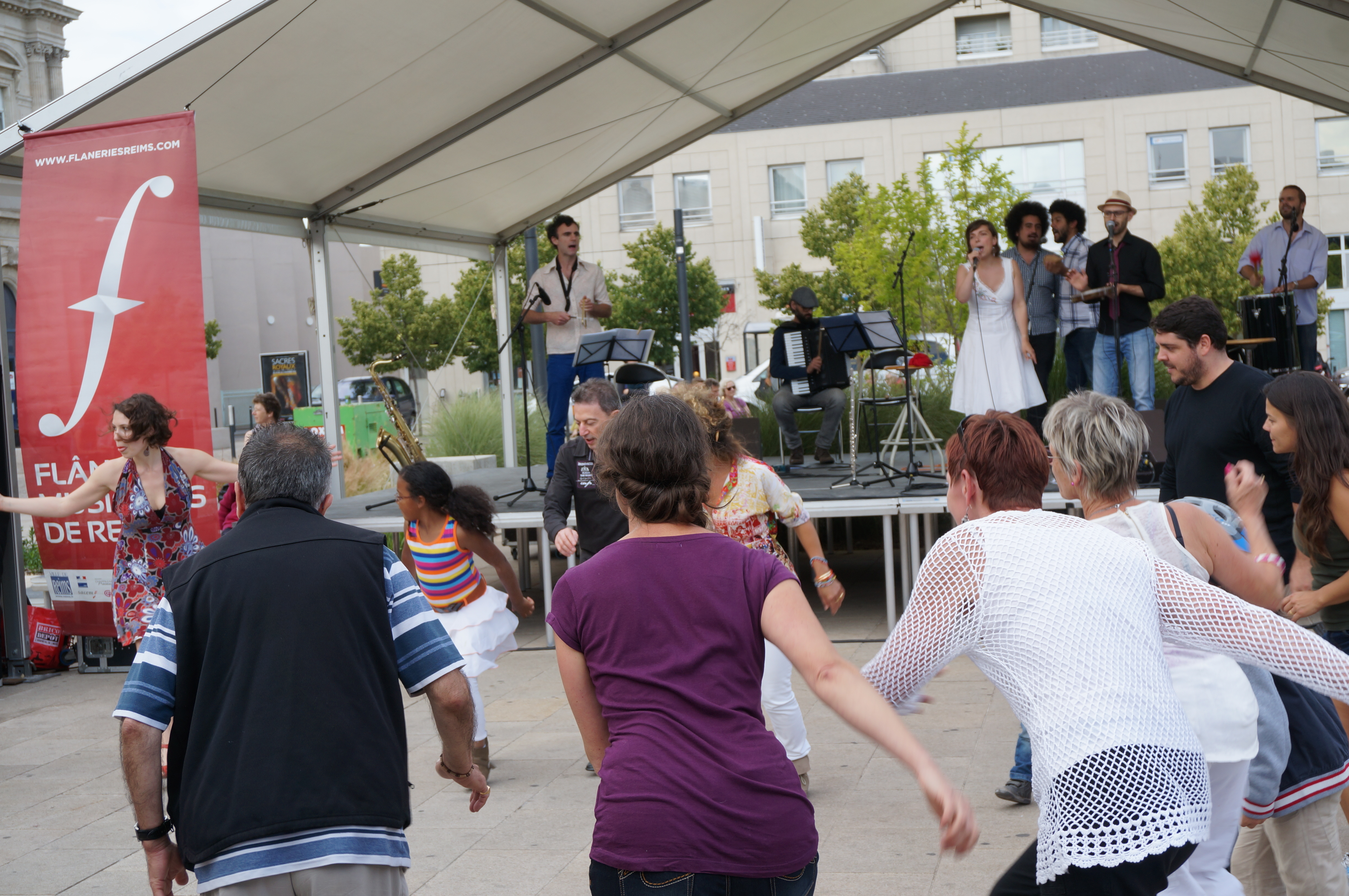
Collectif braséine.
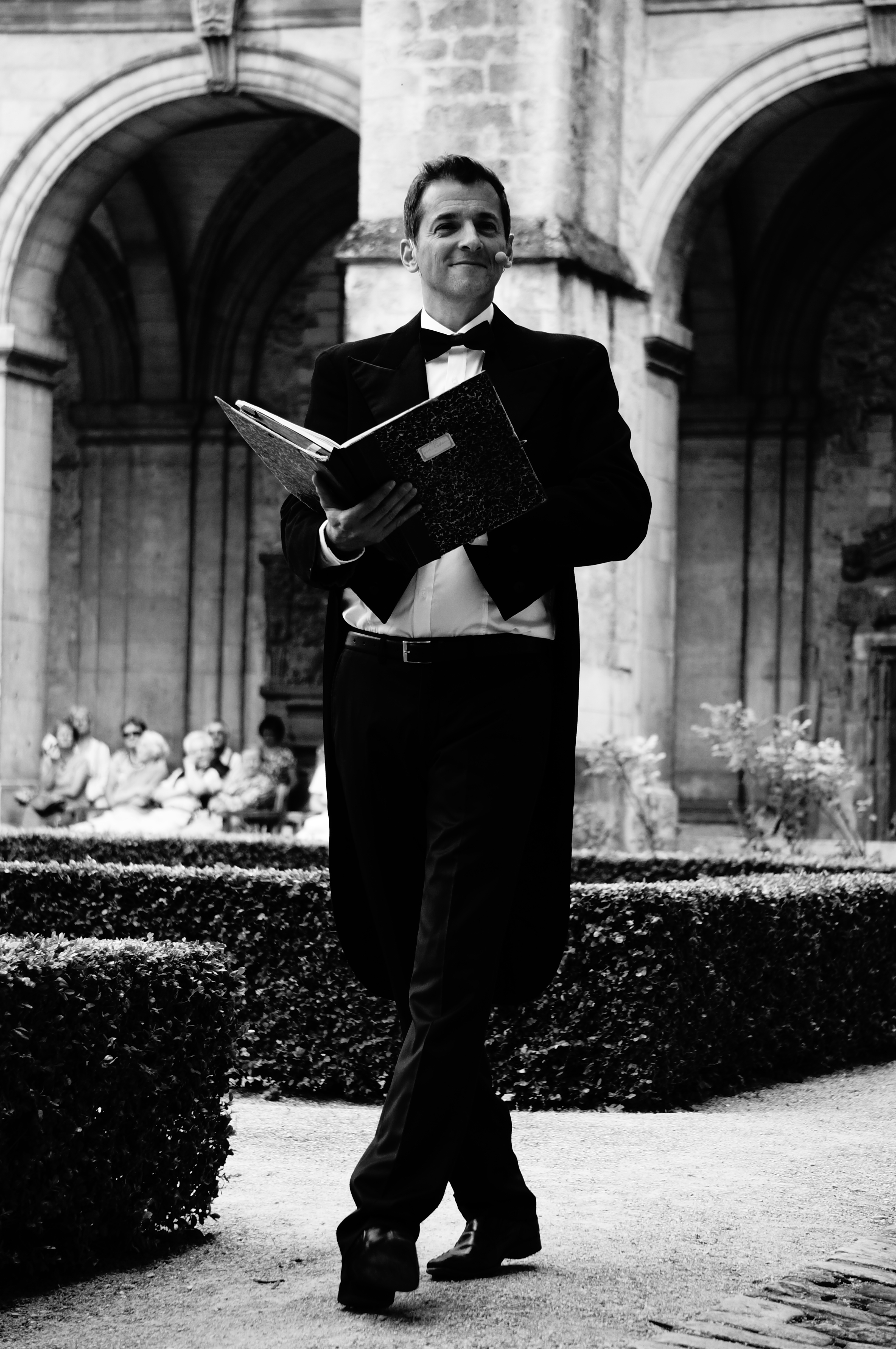
Le siffleur.
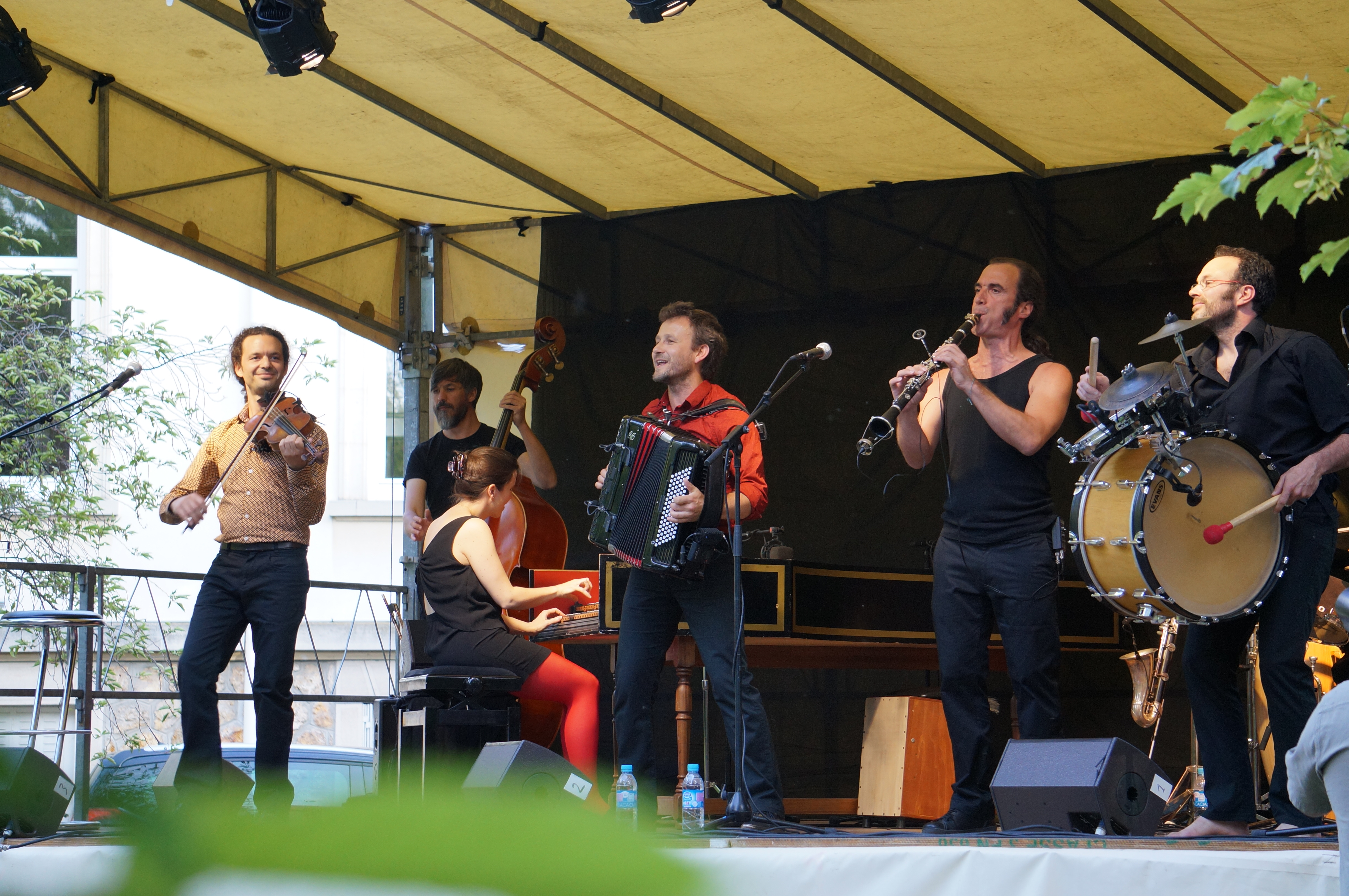
Toccatram : Violaine Cochard et Tram des Balkans.

## En 2015
Ouverture en la basilique Saint-Remi le 18 juin par le Chœur Nicolas de Grigny, la Grande Ecurie et la Chambre de Roy, dirigés par Jean-Claude Malgoire.

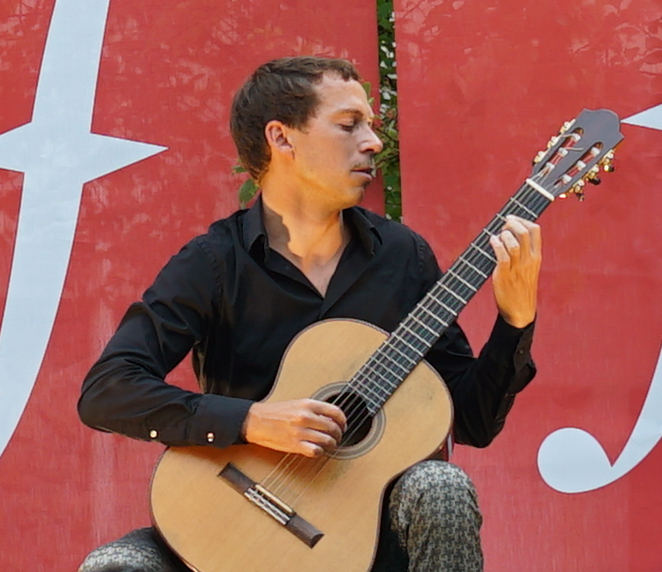
Thibault Cauvin.
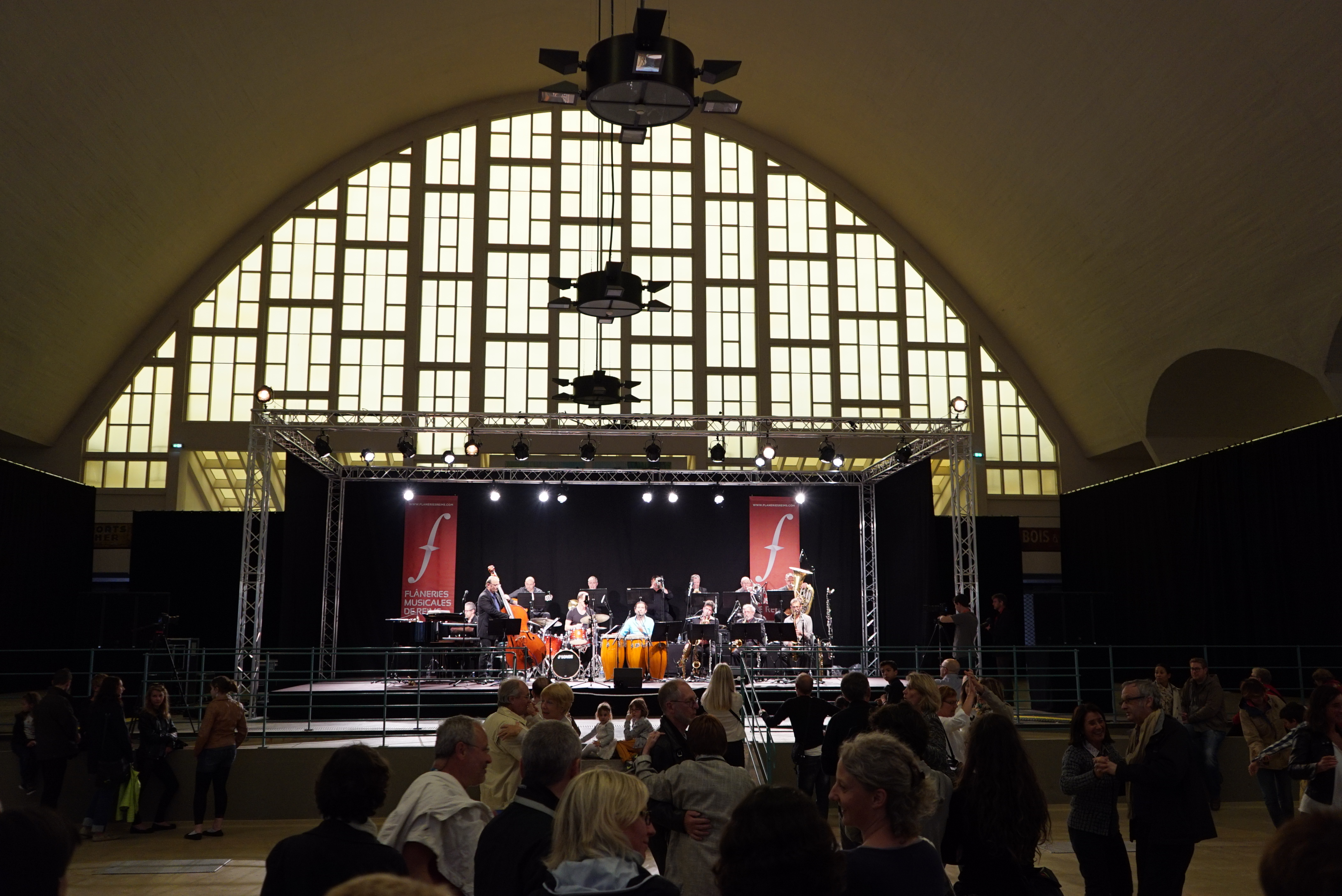
Caratini jazz.
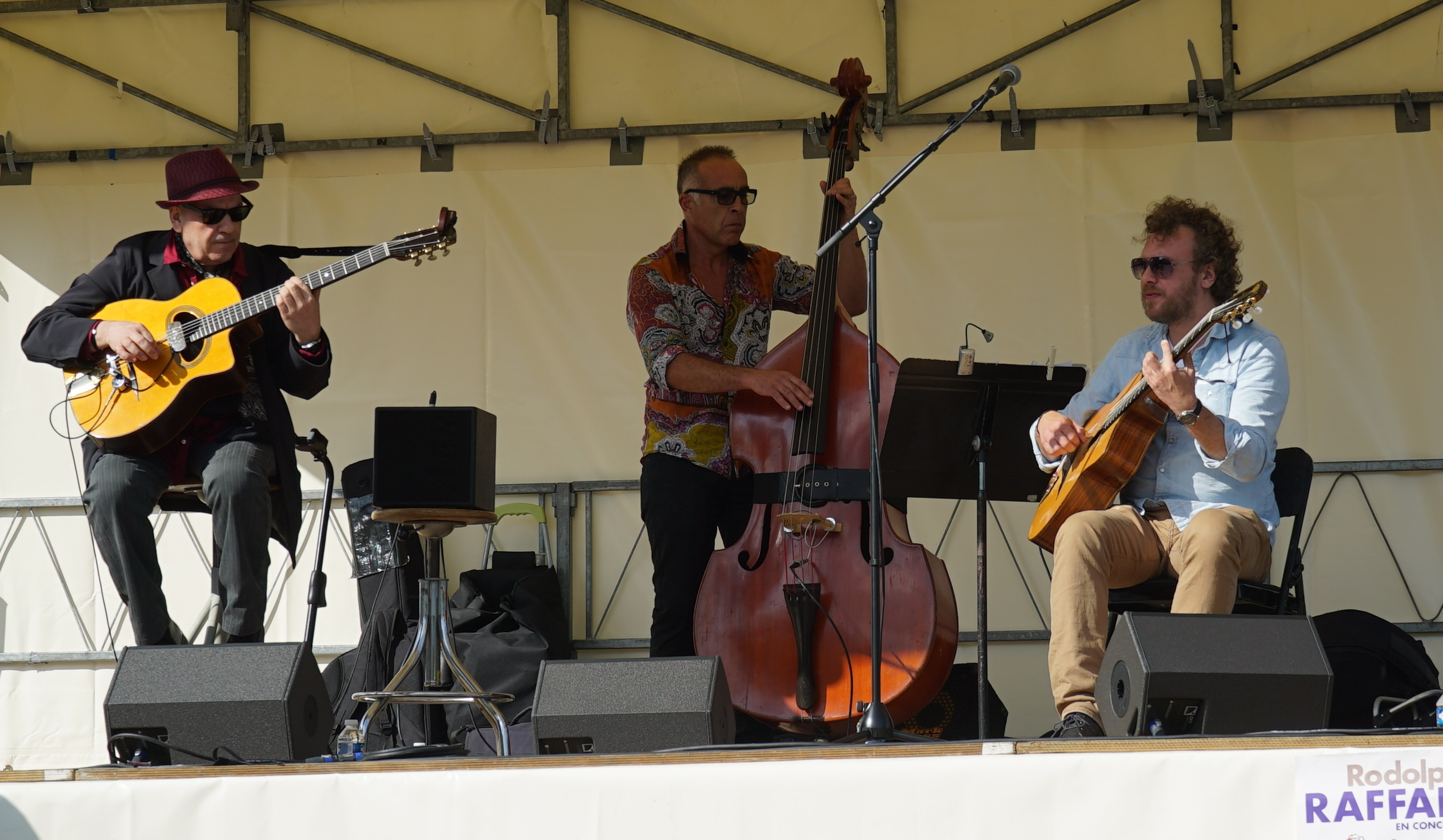
Raffalli jazz trio.
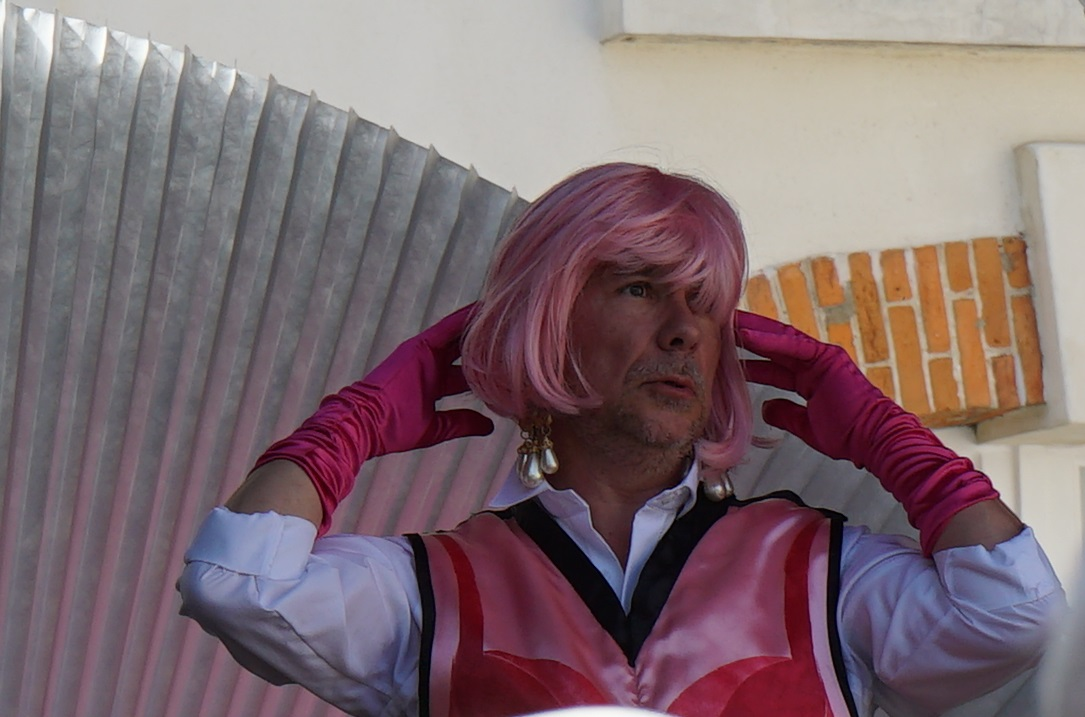
Jean-Paul Fouchécourt.

## En 2016
Avec le classique concert d'ouverture en la basilique Saint-Remi par le lieutenant Kijé et Alexandre Nevski de Serge Prokofiev.

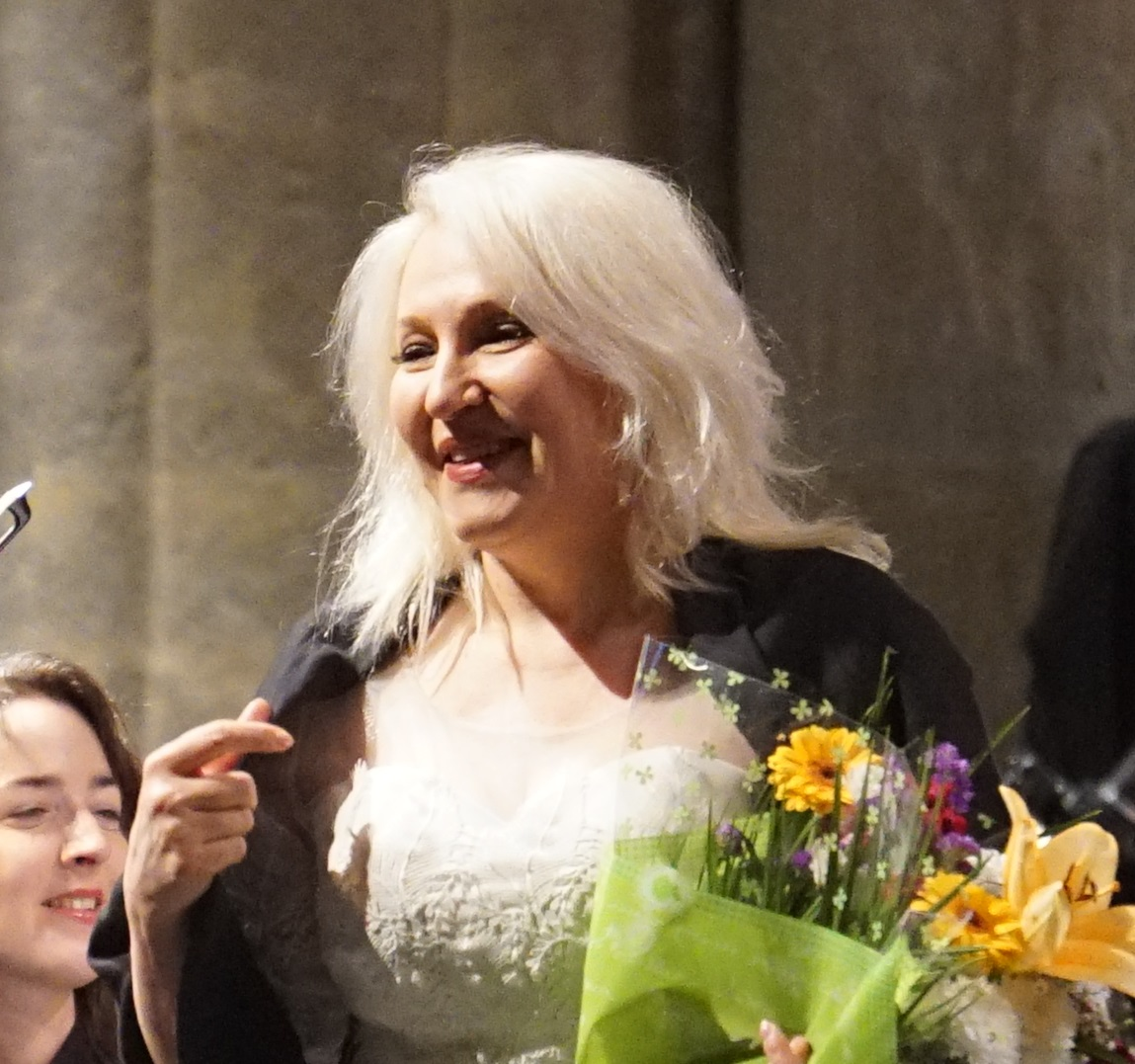
Nona javakhidze et l'orchestre national de Lorraine.

## En 2017
Le concert numéro 1 était :

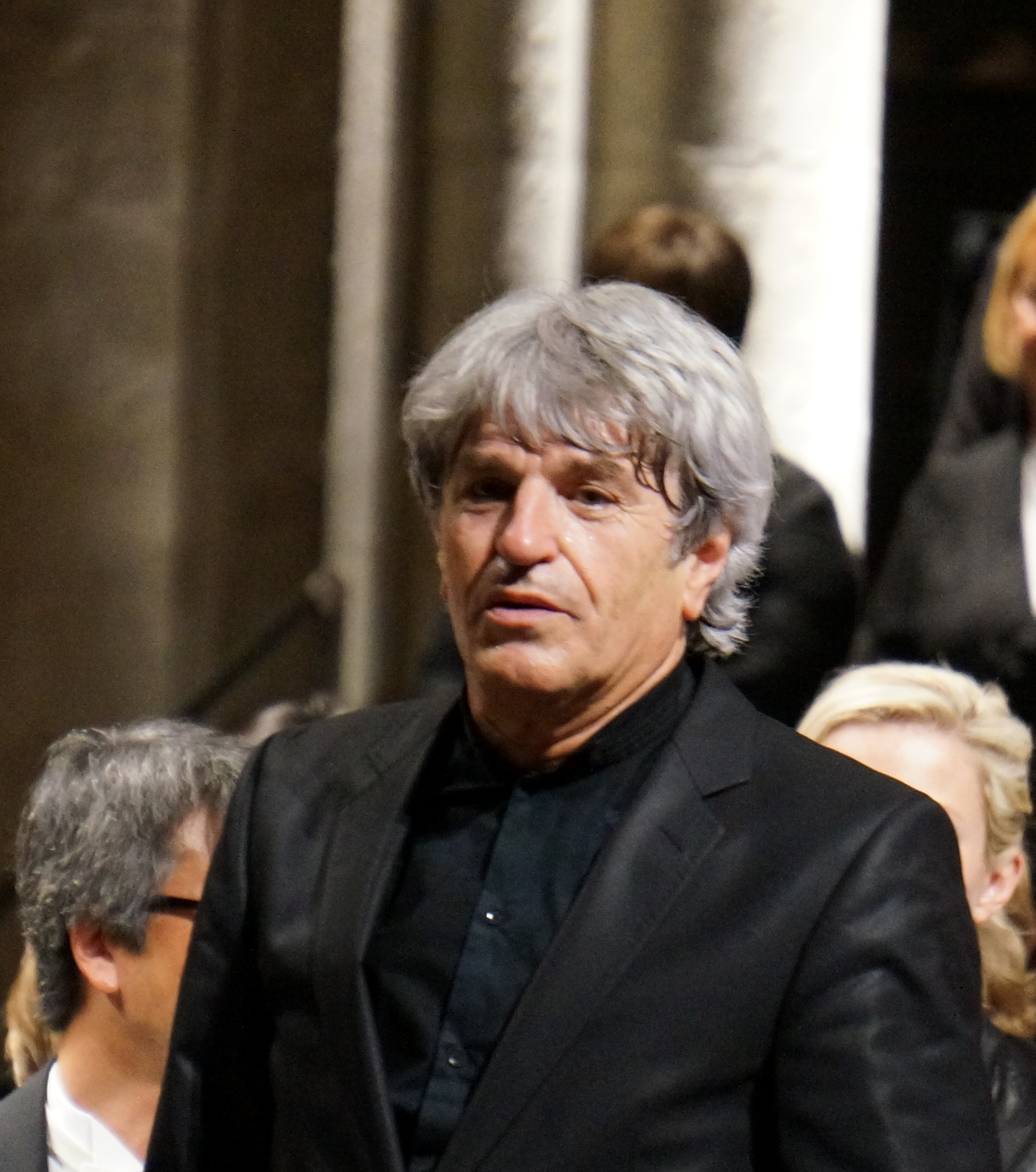
Jacques Mercier en la basilique.

le 3 juin : l'Orchestre national de Lorraine avec l'Orchestre de l'Opéra de Reims sous la direction de Jacques Mercier en la basilique Saint-Remi.

## Lieux d'exception
La saison 2013 avait lieu dans la cathédrale de Reims, la Basilique romano gothique Saint-Remi et le Palais du Tau.
Autres lieux de concerts : le Cirque et son manège attenant,
le Cryptoportique - site gallo-romain du IIIe siècle, la Demeure médiévale des Comtes de Champagne, l'Atelier - Comédie de Reims, le Parvis de la Gare de Reims Centre, le bâtiment Art Déco du Théâtre du Chemin Vert...
Avant certains concerts, les Flâneries ont proposé des visites guidées pour relier ensemble musique, architecture et art. Certains concerts ont lieu dans des caves qui font la réputation mondiale de la région : la Cuverie du Champagne Charles Cazanove, les Caves du Champagne Ruinart, l'élégant Hôtel du Marc restauré pour accueillir les visiteurs de la maison Veuve Clicquot...

## Les Ateliers Chant
En plus du festival estival, les Flâneries musicales organisent des activités tout au long de l'année d'animation avec des partenaires. Il y a chaque année des ateliers chant qui s'adressent aux amateurs avec la complicité[Quoi ?] du Conservatoire de Reims. Ces actions donnant lieu à une, ou plusieurs restitutions en public.
Les projets 2013, "Et si on chantait ?" ont été faits, pour le premier, en partenariat avec les élèves de CE2 de l'école Pommery dont la restitution suivie d'un concert par Isabel Soccoja, mezzo soprano, Marie Grison, soprano et Gautier Joubert, basse, accompagnés par Laurence Bayerhofer au piano ont eu lieu le 11 juin au Théâtre du Chemin Vert à Reims, et, pour le second, avec les Maisons de quartier Croix-Rouge, l'espace Watteau et Trois Piliers qui ont rassemblé 18 participants. Leur concert a eu lieu le 14 juin au "Temps des Cerises" à Reims. Le deuxième projet était placée également sous la direction de Isabel Soccoja, artiste lyrique professionnelle et professeur au Conservatoire. Marie Grison et Gautier Joubert, tous deux élèves de la classe de chant du Conservatoire, en ont été les animateurs. Deux extraits d'œuvre ont été préparés et présentés :
une œuvre de Luciano Berio : A-Ronne (1975 : sur un poème de Edoardo Sanguineti - qui interagit avec les jeux du théâtre), et un répertoire plus classique : l'interprétation de "O Bellisimi Capelli" d'Andrea Falconieri.

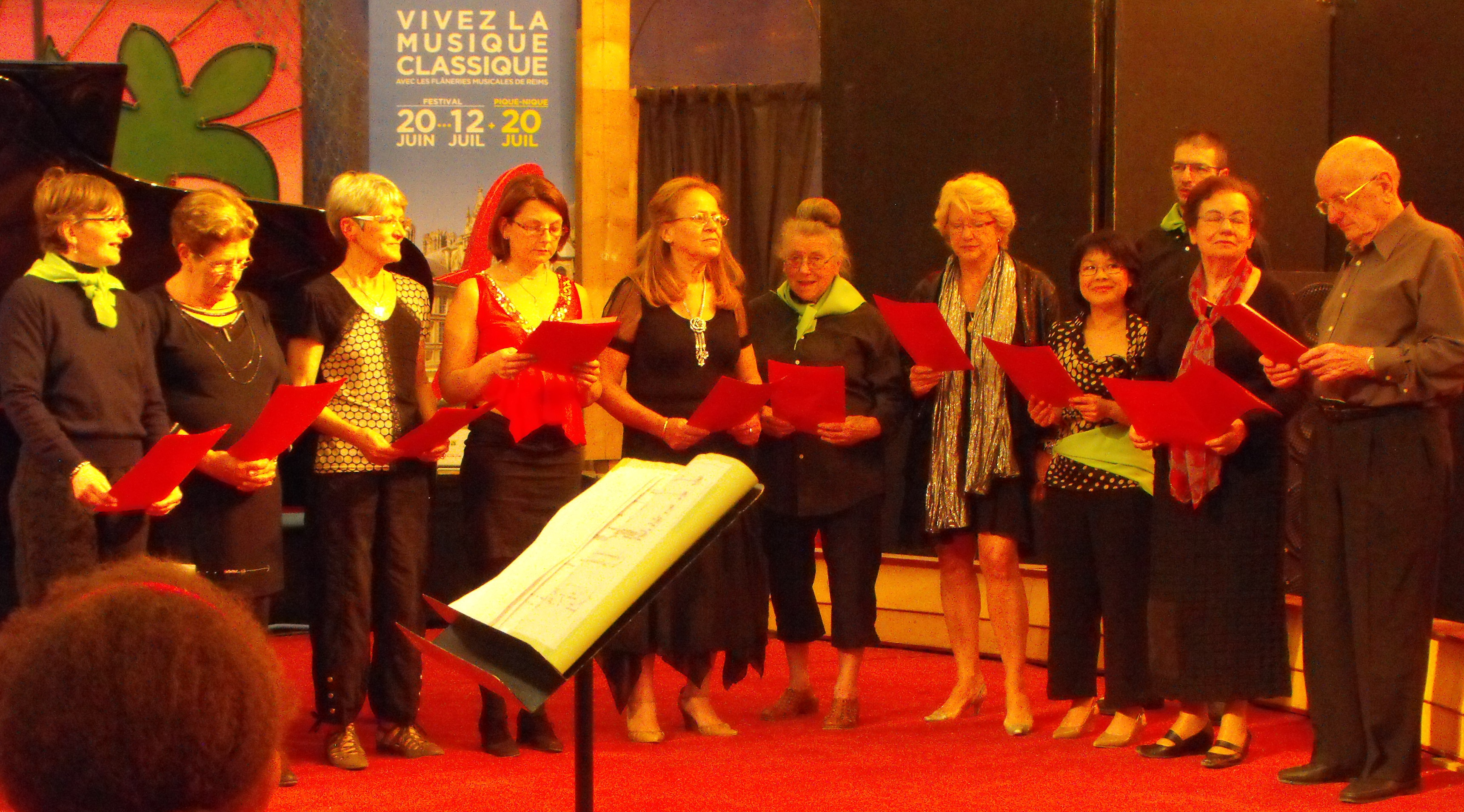
"O Bellisimi Capelli" de Andrea Falconieri.
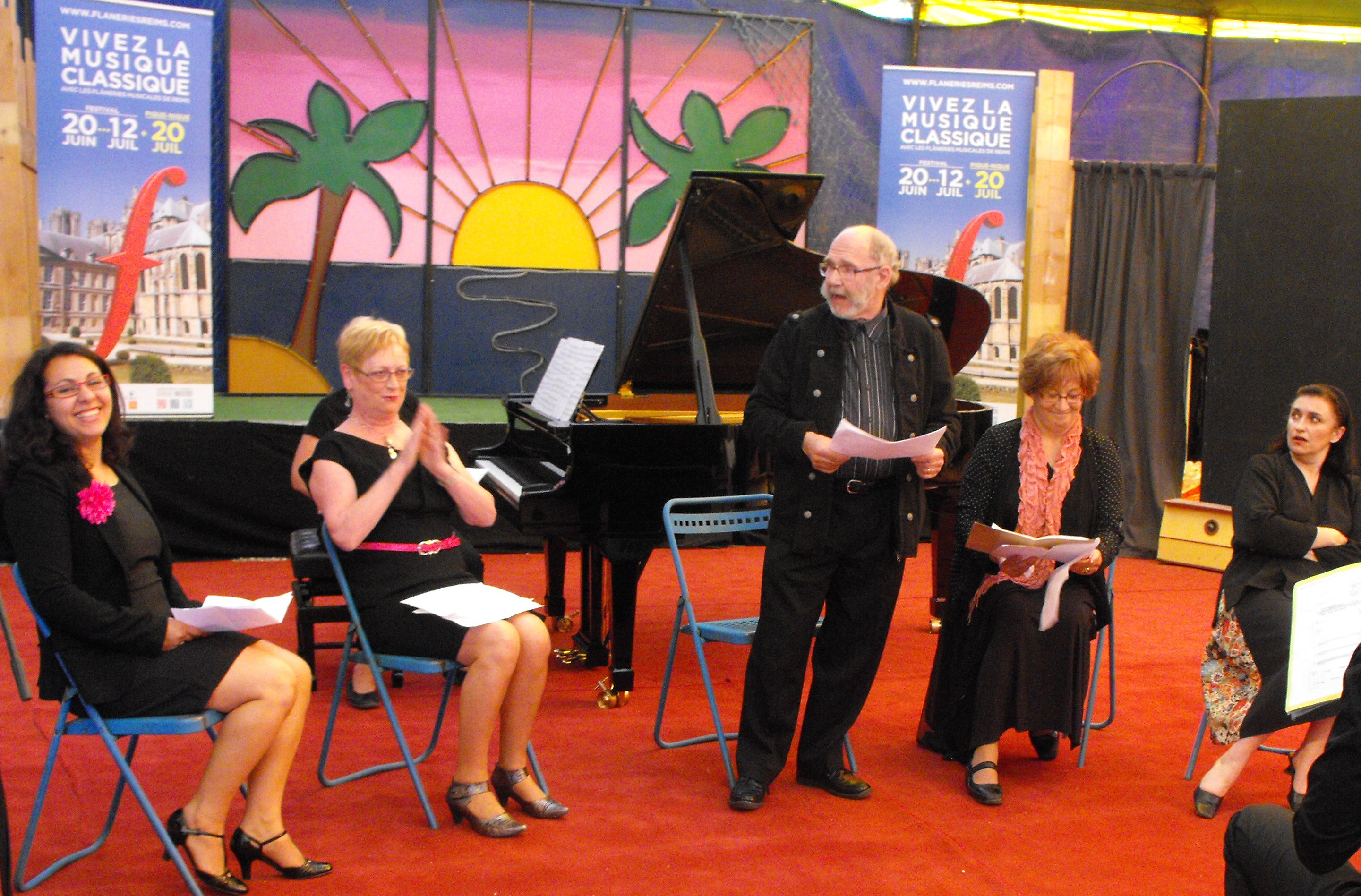
"A-Ronne".
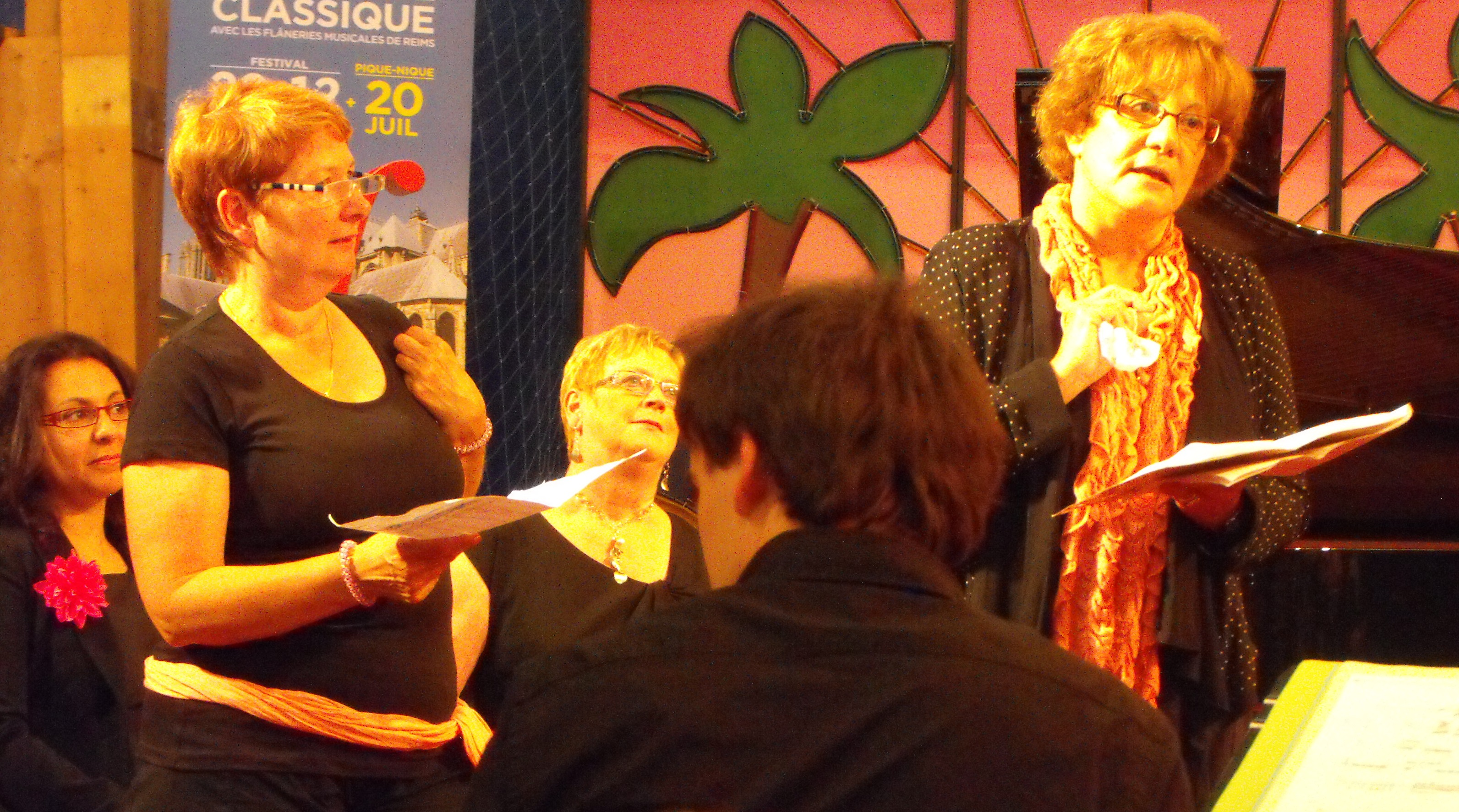
"A-Ronne".
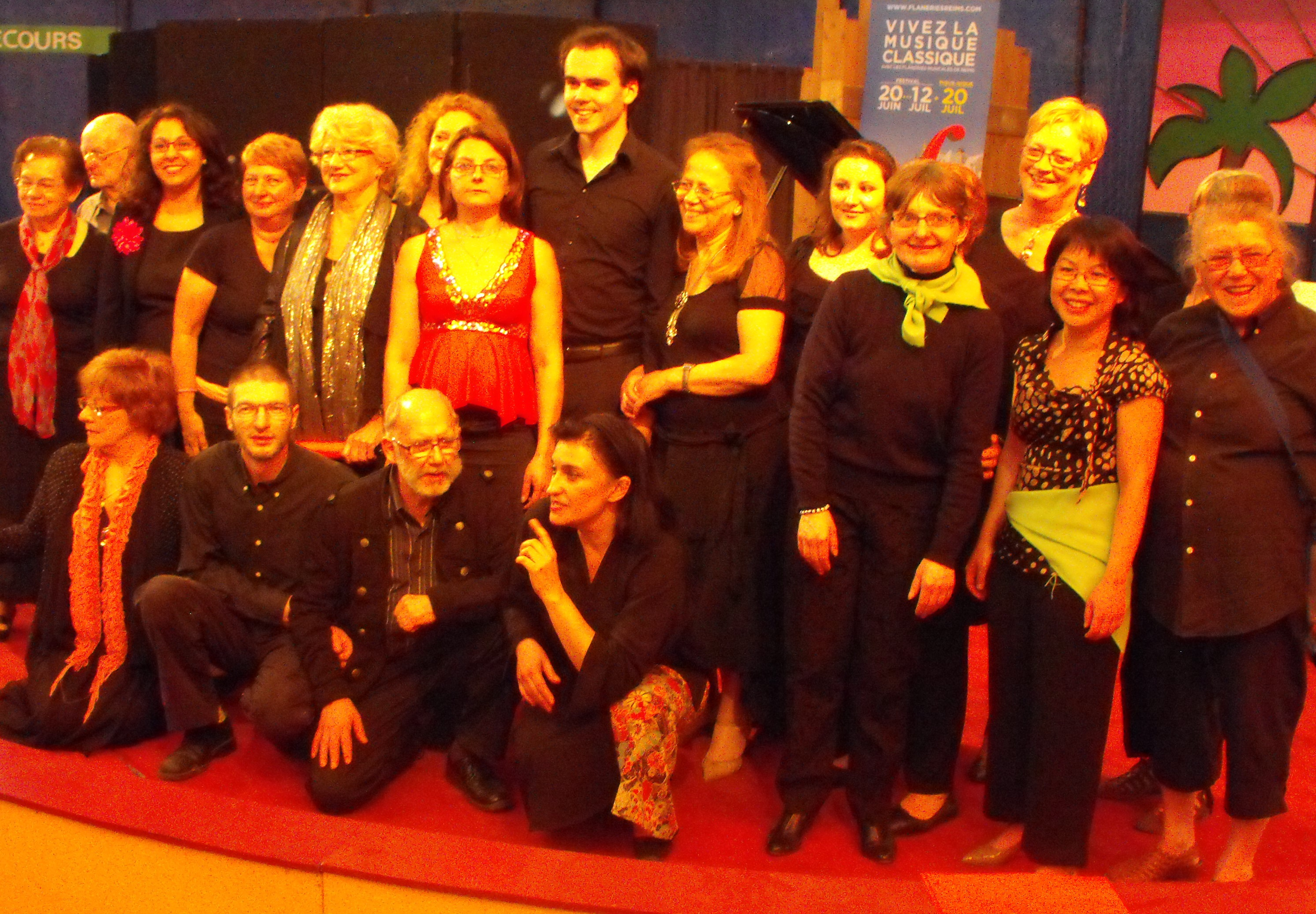
pros et amateurs.

En deuxième partie de soirée, un concert a été donné par Isabel Soccoja, mezzo soprano, Marie Grison, soprano et Gautier Joubert, basse, accompagnés par Laurence Bayerhofer au piano. Ils ont interprété des extraits d'œuvres de Manuel De Falla, Reynaldo Hahn, Wolfgang Amadeus Mozart et Giacomo Puccini.